# 懷特利

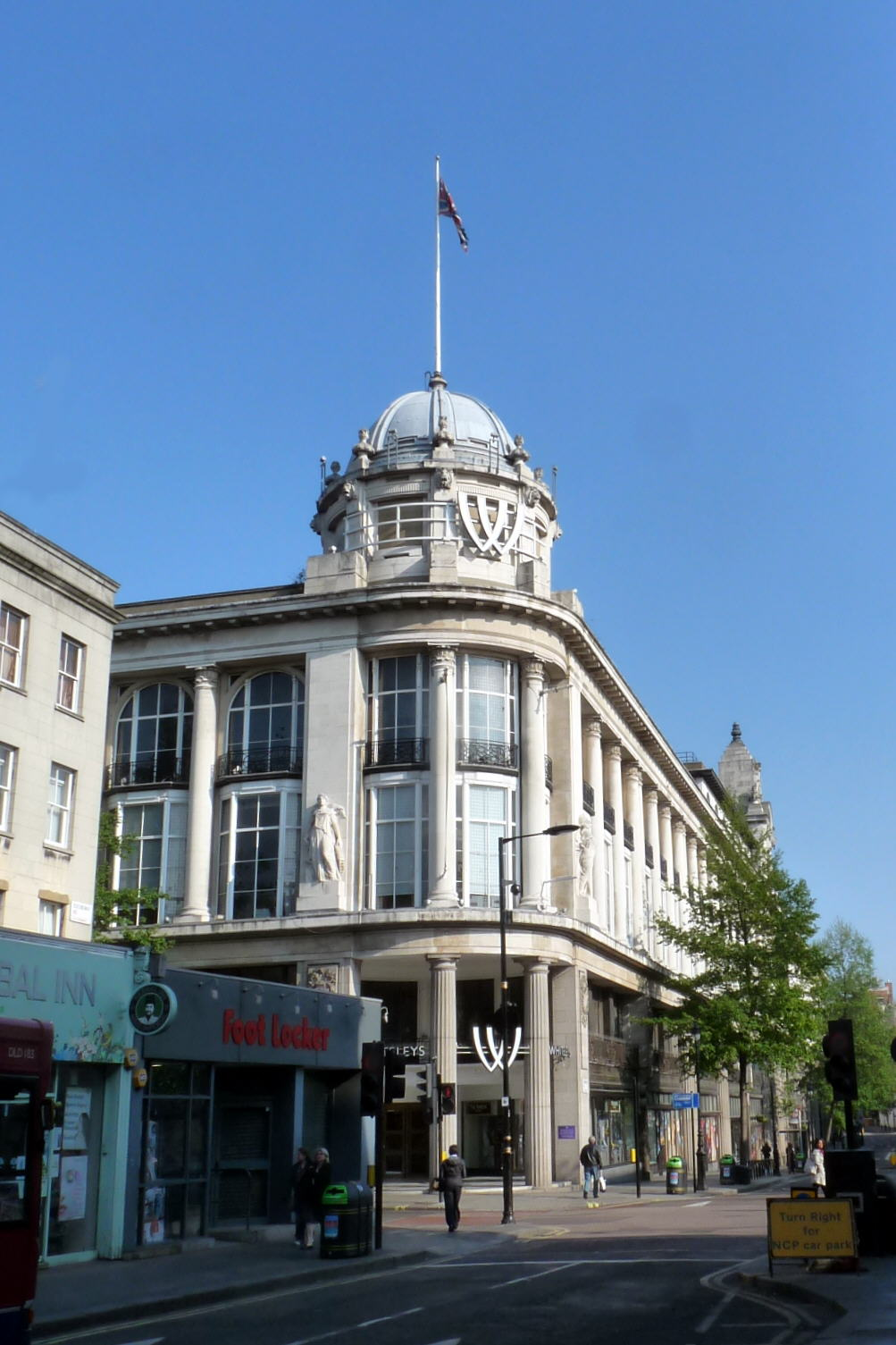

懷特利（Whiteleys）是位於英國倫敦貝斯沃特的一座建築。這座建築曾是購物中心。2018年，懷特利暫時關閉，以進行重新開發。該建築計劃將改造為公寓、酒店及零售設施。

## 外部連結
- The Whiteley
- Whiteleys redevelopment

51°30′52.6″N 0°11′18.4″W / 51.514611°N 0.188444°W